# 家族的誕生 (電視劇)
《家族的誕生》（韓語：가족의 탄생），為韓國SBS於2012年12月5日起播出的日日連續劇，由《工薪族楚漢志》吳忠煥、高興植導演執導與《天使的誘惑》金順玉作家合作打造。此劇講述李秀晶因為父親死去而得知自己是被收養的孤兒之事實後，仍然堅持留下來照顧家人所展開的故事。

## 演員陣容

### 主要人物
| 演員                    | 角色   | 介紹 |
| 李昭娟                  | 李秀晶 | 在消防隊員的爸爸和家庭主婦的媽媽扶養下長大的她，深受父母疼愛，性情活潑有著一副熱血心腸。家境雖清寒，卻刻苦讀書努力向上，晚上忙著兼做家教，還到咖啡廳打工。為了賺她的學費而上夜班的父親在火災現場中不幸喪生，讓她身負罪惡感的活著，藉由親戚得知自己是被收養的身份，精神陷入恐慌狀態。所有的親人頓時成了外人，為了照顧母親和弟弟，秀晶辦理休學手續，成為一家之長，開始投入了賺錢的生活。歷經七年終於大學畢業的秀晶，一畢業就進入電視購物公司作實習員工，在那裏遇到姜允宰，兩人常常發生衝突，但隨著相處的時間變多，她發現自己逐漸喜歡上允宰，但對需要照顧家族成員的她來說，談戀愛無奈只是個奢望。                                                           |
| 李奎翰                  | 姜允宰 | 論成績、運動都出眾的他，凡事認真，總是名列前茅，求勝之心不同凡響。銳利的外貌和精煉的風格，做起任何事看上去都自信滿滿，難免有些傲慢，偶爾流露出自我陶醉與自戀。只要定下目標，非成功才肯甘休，反之，若自己不中意，則毫不猶豫地放手。對上初中時雙方父母就彼此熟識的艾莉，雖沒有感受到異性的愛，但倆人的關係越加親密，以至於期待兩人的婚事也成為自然之事。修完工商管理碩士學業，受馬真哲公司聘請，上班第一天就與秀晶發生了衝突，之後凡事總被糾結在一起，爭吵過無數次。漸漸的他被秀晶的為人和做事認真的態度，以及不畏強勢，同情弱者的風格所吸引，起初，認為自己對秀晶並未懷有特別的感情的他，在準備與艾莉的訂婚儀式的過程中，清醒地意識到自己真心地愛著秀晶。 |
| 李彩英 （少年：尹瑞）   | 馬艾莉 | 在男子漢氣魄超人的父親馬真哲與溫柔典雅的母親張美熙的呵護下出生，自小受寵的她，凡事以自我為中心，自私自利。成績雖平庸，但擁有出眾的審美觀，夢想當一名設計師。請秀晶做自己的家教，但因成績沒有進步，憤而辭掉秀晶，致兩人心中不快。之後到紐約留學，七年後重返韓國。因父親馬真哲與允宰的父親是老同學，所以自小喜歡著允宰。兩家大人也理所當然地認定允宰與艾莉的婚事，艾莉的心裡從未想過別的男人。她確信允宰拋開司法官的位子，來到紐約唸書是為了自己。突然，看到秀晶以允宰的女友身分出現，讓她驚愕萬分。只要是自己想得到的，即便是屬於別人的也非要占為己有不可的她，失去允宰，她幾乎失去理智。                                                                 |
| 金鎮祐 （少年：徐賢碩） | 李秀浩 | 性情雖少言寡語，但內心柔弱和善，小時候喜歡姐姐秀晶也順從著她。但隨著年級升高，因秀晶太優秀令他感到自卑，逐漸對她產生隔閡。而秀晶獨自受爸爸寵愛也是其中一個原因，自然也與爸爸產生鴻溝。直到父親的過世，秀浩才開始長大，成了聰明懂事的設計師，設計的長才獲得賞識，與艾莉共事的過程中漸生好感，希望自己可以成為艾莉的男友。 |

### 秀晶家
| 演員                | 角色   | 介紹                                         |
| 文熙景              | 朴今玉 | 秀晶的養母、秀浩的生母。                     |
| 孫炳昊 （特別演出） | 李慶泰 | 消防員，秀晶的養父、秀浩的生父，後因公殉職。 |
| 鄭慶順              | 朴英玉 | 今玉的表妹，騙走秀晶家裡的所有財產。         |

### 允在家
| 演員   | 角色   | 介紹         |
| 鄭奎洙 | 姜代鎮 | 允宰的父親。 |
| 楊姬瓊 | 吳英子 | 允宰的母親。 |

### 藝里家
| 演員   | 角色   | 介紹 |
| 羅映姬 | 張美姬 | 迷人的外貌和優雅斯文的談吐，一看即可知出生富貴之家。精煉而雍容的時裝符合她年輕媽媽的身份。身為富豪之家的貴夫人，對待所有人都是熱情溫和。自小在當教授的父親和音樂家的母親關愛下長大的貴公主。大學時代瘋狂地愛上了在文學社團的崔仁祐。後來腹中懷了崔仁祐骨肉正想嫁給他，卻受母親策計隱瞞，相信了剛出生的女兒已死掉的消息，隨著連崔仁祐了無音訊，她陷入了絕望。最終，她被迫踏上了赴美留學之路，在那裏拗不過振哲兩年的熱烈追求，近似自暴自棄地嫁給了他。 |
| 林采茂 | 馬振哲 | 美姬的丈夫。 |
| 張英南 | 馬珍熙 | |

### 其他人物
| 演員                | 角色   | 介紹 |
| 金承煥              | 崔仁佑 | |
| 成勛 （第64集加入） | 韓智勳 | 小時候被領養到美國，在韓籍養母和美籍養父的養育下長大，為了要尋找親生父母，因此回到韓國工作，是美國名牌Vivid派駐到韓國分公司的分社長，意外與秀晶相識，又因為工作關係，進而相戀成為情侶。 |
| 柳惠琳              | 白智媛 | |

## 同時段競爭作品
- MBC：《吳子龍走吧》

## 腳註
1. ↑  傳因金英仁編劇健康惡化，而改由金順玉編劇執筆。

## 外部連結
- 韓國SBS官方網站（页面存档备份，存于） 

| SBS 日日劇                                 | SBS 日日劇                                    | SBS 日日劇 |
| ------------------------------------------ | --------------------------------------------- | ---------- |
|                                            | 家族的誕生 （2012年12月5日 - 2013年5月17日）  |            |
| 依然是你 （2012年5月21日 - 2012年12月3日） | 醜八怪警報 （2013年5月20日 - 2013年11月29日） |            |

| 新加坡、 马来西亚、 柬埔寨、 印度尼西亞、 ONE · 星期一至五 22:10 - 23:45（UTC+8） | 新加坡、 马来西亚、 柬埔寨、 印度尼西亞、 ONE · 星期一至五 22:10 - 23:45（UTC+8） | 新加坡、 马来西亚、 柬埔寨、 印度尼西亞、 ONE · 星期一至五 22:10 - 23:45（UTC+8） |
| --------------------------------------------------------------------------------- | --------------------------------------------------------------------------------- | --------------------------------------------------------------------------------- |
|                                                                                   | 家族的诞生 （2013年9月5日—2013年11月25日）                                        |                                                                                   |
| 因你而快乐 （2013年6月17日—2013年9月4日）                                         | 你的女人 （2013年11月26日—2014年2月17日）                                         |                                                                                   |

| 臺灣 緯來戲劇台 星期一至五 20:00 - 22:00 · 2月6日播出時間為21:00 - 22:00 | 臺灣 緯來戲劇台 星期一至五 20:00 - 22:00 · 2月6日播出時間為21:00 - 22:00 | 臺灣 緯來戲劇台 星期一至五 20:00 - 22:00 · 2月6日播出時間為21:00 - 22:00 |
| ------------------------------------------------------------------------ | ------------------------------------------------------------------------ | ------------------------------------------------------------------------ |
|                                                                          | 幸福的守候 （2014年2月6日 - 2014年4月18日）                              |                                                                          |
| 百年遺產 （2013年12月16日 - 2014年2月6日）                               | 你的女人 （2014年4月21日 - 2014年6月29日）                               |                                                                          |